# Za garść pocałunków
Za garść pocałunków (hiszp. Por un puñado de besos) – hiszpańska komedia romantyczna z 2014 roku w reżyserii Davida Menkesa. Scenariusz autorstwa Davida Menkesa oraz Jordiego Sierry i Fabry powstał na podstawie powieści Un poco de abril, algo de mayo, todo septiembre. Zdjęcia kręcono w Madrycie.
Premiera filmu odbyła się 15 maja 2014 w Hiszpanii. Produkcja zdobyła nominację do hiszpańskiej nagrody filmowej Goya za najlepsze kostiumy.

## Opis fabuły
Sol (Ana de Armas) jest młodą dziewczyną, która postanawia całkowicie zmienić swoje życie. Decyduje się również znaleźć miłość. Umieszcza w tym celu ogłoszenie w gazecie, w którym wyraża chęć poznania swojej bratniej duszy. Na ogłoszenie kobiety odpowiada Dani (Martiño Rivas). Bohaterowie natychmiast zakochują się w sobie.

## Obsada
Opracowane na podstawie materiałów źródłowych.
- Ana de Armas jako Sol
- Martiño Rivas jako Dani
- Megan Montaner jako Lidia
- Marina Salas jako Gloria
- Jan Cornet jako Darío
- Alejandra Onieva jako Mamen
- Joel Bosqued jako Sandro
- Andrea Duro jako Marta
- Luis Jaspe jako Portero
- Richard Sahagún jako Elías
- Mario Pardo jako lekarz
- Maxi Iglesias
- Miriam Giovanelli
- Pere Brasó